# Cucerirea mongolă a Hanatului Qara Kitai
Imperiul Mongol a cucerit Hanatul Qara Kitai⁠(d) în anii 1216-1218 e.n. Înainte de invazie, războiul cu dinastia khwarazmidă și uzurparea puterii de către prințul naiman⁠(d) Kuchlug⁠(d) a slăbit statul qara kitailor. Când Kuchlug a asediat Almaliq⁠(d), un oraș aparținând karlukilor⁠(d), vasali ai Imperiului Mongol, Ginghis Han a trimis o forță sub comanda lui Jebe⁠(d) să-l izgonească pe Kuchlug. După ce cei 30.000 de oameni ai acestuia au fost învinși de Jebe la capitala kitană Balasagun⁠(d), Kuchlug s-a confruntat cu revolte din cauza domniei sale nepopulare, fiind obligat să fugă în Afganistanul de astăzi, unde a fost capturat de vânători în 1218. Vânătorii l-au predat pe Kuchlug mongolilor, care l-au decapitat. După înfrângerea qara kitailor, mongolii au ajuns direct vecini cu Imperiul Khwarazmid⁠(d), pe care în scurt timp aveau să-l invadeze în 1219.

## Context
După ce Genghis Han i-a învins pe naimani⁠(d) în 1204, prințul naiman Kuchlug⁠(d) a fugit din țara lui și s-a refugiat între qara kitai. Gurhanul⁠(d) Yelü Zhilugu l-a primit pe Kuchlug în imperiul său, iar Kuchlug a devenit un sfetnic și comandant militar, căsătorindu-se în cele din urmă cu una dintre fiicele lui Zhilugu. Cu toate acestea, în timpul unui război cu dinastia Khawarzmidă vecină, Kuchlug a profitat de ocazie și a orchestrat o lovitură de stat împotriva lui Zhilegu. După ce Kuchlug a preluat puterea, el l-a lăsat pe Zhilegu să păstreze titlul de gurhan fără putere reală. Când gurhanul a murit în anul 1213, Kuchlug a preluat controlul total asupra hanatului. La început nestorian, ajuns între kitai, Kuchlug s-a convertit la budism și a început să-i persecute pe musulmanii majoritari, obligându-i să treacă fie la budism fie la creștinism, acțiuni care l-au înstrăinat pe Kuchlug de majoritatea populației. Când Kuchlug a asediat orașul karluk⁠(d) Almaliq⁠(d), karlukii, vasali Imperiului Mongol, au solicitat ajutor de la Genghis Han.

## Invazia
În 1216, după ce i-a cerut lui Mohamed al II-lea Khwarazmidul să nu-l ajute pe Kuchlug, Genghis Han l-a trimis pe generalul Jebe cu doi tumeni (unități a câte 10.000 de soldați) să rezolve amenințarea dinspre Qara Kitai, în timp ce l-a trimis și pe Subutai cu încă doi tumeni într-o campanie simultană împotriva merkiților. Cele două armate au călătorit una lângă alta prin Munții Altai și Tarbagatai⁠(d), până  la Almaliq. În acel moment, Subutai s-a dus către sud-vest, distrugându-i pe merkiți și protejându-i flancul lui Jebe flancul împotriva oricăror atacuri surprinzătoare dinspre Khwarazm. Jebe a eliberat Almaliq, apoi a mers până la sud de Lacul Balhaș pe pământurile qara kitailor, unde a asediat capitala Balasagun⁠(d). Acolo, Jebe a învins o armată de 30.000 de oșteni și Kuchlug a fugit la Kashgar. Profitând de tulburările care mocneau sub domnia lui Kuchlug, Jebe a dobândit sprijinul populației musulmane, pe care a anunțat-o că se va pune capăt politici de persecuție religioasă a lui Kuchlug. Când armata lui Jebe a ajuns la Kashgar, în 1217, populația s-a răsculat împotriva lui Kuchlug, obligându-l să fugă pentru a-și scăpa viața. Jebe l-a urmărit pe Kuchlug peste Munții Pamir în Badahșanul⁠(d) de astăzi din Afganistan. Potrivit lui Ata-Malik Juvayni⁠(d), un grup de vânători l-a prins pe Kuchlug și l-a predat mongolilor, care l-au decapitat pe loc.

## Urmări
După moartea lui Kuchlug, Imperiul Mongol și-a asigurat controlul asupra qara kitailor. Un alt segment al familiei domnitoare a qara kitailor, dintr-o dinastie întemeiată de Buraq Hajib⁠(d), a rezistat în Kerman⁠(d) ca vasală a mongolilor, dar a încetat să existe ca entitate în timpul domniei căpeteniei ilhanide mongole Öljaitü⁠(d). Mongolii aveau acum un avanpost solid în Asia Centrală exact la granița Imperiului Khwarazm. Relațiile cu khwarazmii s-au deteriorat rapid, ceea ce a dus la invazia Mongolă a acelui teritoriu⁠(d).